# Härtefallkommission
Als Härtefallkommission werden die bei den Innenministerien (in Baden-Württemberg: beim Justizministerium) und bei den Innensenatoren der deutschen Bundesländer eingerichteten Gremien bezeichnet, die vollziehbar ausreisepflichtigen Ausländern, denen nach geltendem Recht kein Aufenthaltsrecht zusteht, gleichwohl zu einem Bleiberecht verhelfen können, weil die Vollziehung der Ausreisepflicht menschlich oder moralisch unerträglich wäre. In der Präambel zur niedersächsischen Regelung heißt es, die Härtefallkommission leiste einen entscheidenden humanitären Beitrag für Lösungen, in denen die Anwendung ausländerrechtlicher Vorschriften zu Ergebnissen führe, die der Gesetzgeber erkennbar nicht gewollt habe.
Die Härtefallkommission ist zwar organisatorisch bei einer obersten Landesbehörde angesiedelt, unterliegt jedoch nicht deren Weisungen.

## Entstehungsgeschichte
Die Härtefallkommission in der heutigen Form ist durch das Aufenthaltsgesetz mit Wirkung vom 1. Januar 2005 eingeführt worden. Härtefallkommissionen gab es in einigen Bundesländern auch schon zuvor (z. B. in Berlin, Mecklenburg-Vorpommern, Nordrhein-Westfalen und Schleswig-Holstein). Ihre Errichtung beruhte auf der Erkenntnis, dass es unmöglich ist, ausländerrechtlich relevante Sachverhalte abstrakt-generell so perfekt zu regeln, dass die in Anwendung dieser Regeln eintretenden Rechtsfolgen auch in jedem Einzelfall befriedigen. Das praktische Bedürfnis, einen Modus zur Einzelfallkorrektur zu finden, um unerträgliche Härten abzumildern, hat zur Schaffung der Härtefallkommission beigetragen. Sie gilt auch als Reaktion auf das früher häufig gewährte Kirchenasyl.
Die Existenz von Härtefallkommissionen ist rechtlich nicht unproblematisch, denn die vollziehende Gewalt (also insbesondere die Ausländerbehörde) ist an Recht und Gesetz gebunden (Art. 20 Abs. 3 GG). Jede behördliche Entscheidung bedarf einer gesetzlichen Grundlage. Dieser den Rechtsstaat prägende Grundsatz wird durch die Härtefallkommission in gewisser Weise unterlaufen, weil sie jenseits des geschriebenen Rechts zu einem Aufenthaltsrecht verhelfen kann. Wohl auch deswegen war ihre Einrichtung im Gesetzgebungsverfahren umstritten. Im Gesetzesentwurf der Bundesregierung wurde sie zunächst nur in einem kleinen Absatz ohne nähere Begründung erwähnt. Um einen Konsens zwischen Bundestag und Bundesrat zu erreichen, widmete der Vermittlungsausschuss ihr schließlich einen eigenen Paragraphen (§ 23a AufenthG) und umriss dort zugleich die näheren Voraussetzungen und das Verfahren. Es wurde zudem den Ländern anheimgestellt, über die Einrichtung einer Härtefallkommission zu befinden; eine Verpflichtung zur Einrichtung besteht bis heute nicht. Nicht zuletzt, weil juristisches Neuland beschritten wurde, wurde die gesetzliche Ermächtigung auf zunächst fünf Jahre befristet.
In der Folgezeit haben alle 16 Bundesländer überwiegend durch Landesverordnungen, teilweise auch durch Landesgesetze, Härtefallkommissionen eingerichtet. Bereits im Januar 2005 nahmen die Kommissionen in Berlin, Brandenburg, Nordrhein-Westfalen, Saarland und Schleswig-Holstein die Arbeit auf. Es folgten Thüringen im Februar 2005, Hessen, Mecklenburg-Vorpommern und Sachsen-Anhalt im März 2005, Rheinland-Pfalz im April 2005, Hamburg im Mai 2005 und Baden-Württemberg und Sachsen im Juli 2005. Deutlich später wurden die Kommissionen in Bremen (Januar 2006), Niedersachsen (August 2006) und zuletzt Bayern (September 2006) errichtet.
Die anfangs geäußerten Bedenken erwiesen sich als unbegründet. Die Härtefallkommissionen haben sich bewährt und arbeiten erfolgreich. Da sich in der Anwendungspraxis gezeigt hat, dass die Härtefallkommissionen keine neuen Klagemöglichkeiten eröffnen, wurde die bundesgesetzliche Befristung Ende 2008 aufgehoben. Die Härtefallkommissionen sind so zu einem dauerhaften Instrument der Aufenthaltsgewährung geworden.

## Voraussetzungen für ein Tätigwerden der Härtefallkommission
Zum Gegenstand der Härtefallkommission kann jedes aufenthaltsrechtliche Schicksal eines vollziehbar ausreisepflichtigen Ausländers gemacht werden. Vollziehbarkeit der Ausreisepflicht tritt u. a. ein, wenn der Ausländer von der Ausländerbehörde zur Ausreise aufgefordert und ihm für den Weigerungsfall die Abschiebung angedroht wurde und dieser Verwaltungsakt entweder unanfechtbar geworden ist (sei es durch Ablauf der Rechtsbehelfsfrist, sei es durch klageabweisendes Urteil) oder die Behörde seine sofortige Vollziehung angeordnet hat und ein hiergegen gerichteter Eilantrag, mit dem die Herstellung der aufschiebenden Wirkung hätte erreicht werden sollen, durch das Verwaltungsgericht unanfechtbar abgelehnt worden ist.
Die Möglichkeit, eine Aufenthaltserlaubnis im regulären Antragswege von der zuständigen Ausländerbehörde zu erhalten, muss zuvor genutzt sein. In einigen Bundesländern wird verlangt, den Rechtsweg vor den Verwaltungsgerichten erschöpft zu haben.
Aus welchem Grunde sich der Ausländer in Deutschland aufhält (abgelehnter Asylbewerber, Bürgerkriegsflüchtling oder schlicht unerlaubt eingereister Ausländer) ist unerheblich. Unwahrscheinlich, jedoch nicht vorn vornherein ausgeschlossen, ist, dass in der Härtefallkommission das Schicksal eines Unionsbürgers (EU-Ausländer) behandelt wird, denn die europarechtliche Freizügigkeit wird nicht uneingeschränkt gewährt, sondern setzt auch bei EU-Ausländern grundsätzlich die Lebensunterhaltssicherung und ausreichenden Krankenversicherungsschutz voraus.
Hat der Ausländer das Bundesgebiet bereits verlassen, kann die Härtefallkommission nicht mehr tätig werden. Alle Härtefallkommissionsregelungen der Länder verlangen, dass der Ausländer sich noch im Bundesgebiet aufhält.

## Zusammensetzung der Härtefallkommission
Die Zusammensetzung der Kommission hat der Bundesgesetzgeber den Ländern überlassen, sodass sich ein breites Spektrum an Modellen entwickelt hat. Die Kommission besteht je nach Bundesland aus sieben (Berlin), bis zu acht (Brandenburg), acht (Mecklenburg-Vorpommern, Saarland, Sachsen-Anhalt), acht oder neun (Sachsen), mindestens sieben und höchstens neun (Nordrhein-Westfalen), neun (Bremen, Niedersachsen, Thüringen), zehn (Baden-Württemberg, Bayern, Rheinland-Pfalz, Schleswig-Holstein) oder 23 (Hessen) Mitgliedern, wobei einzelne Mitglieder kein Stimm-, sondern nur ein Äußerungsrecht haben. In Hamburg hängt die Zahl der Mitglieder von der Anzahl der Fraktionen in der Bürgerschaft ab (seit 2015 sechs).
Auch die Zusammensetzung der Härtefallkommission variiert je nach Bundesland. Neben Vertretern der staatlichen Seite gehören ihr Vertreter von Kirchen, von Spitzenverbänden der freien Wohlfahrtspflege, von kommunalen Spitzenverbänden und von Flüchtlingsorganisationen an. Auch nichtstaatliche Organisationen werden an der Entscheidungsfindung beteiligt.
Die Härtefallkommissionen der Länder sind wie folgt zusammengesetzt (Rechtsstand: 31. Juli 2012; in Klammern sind die Länder genannt, auf die die jeweilige Angabe zutrifft):
- Auf staatlicher Seite gehören ihr je ein Vertreter des Innenministeriums oder des Innensenators an (Baden-Württemberg, Bayern, Brandenburg, Bremen, Mecklenburg-Vorpommern, Niedersachsen, Sachsen-Anhalt, Sachsen), der in Bayern und Niedersachsen kein Stimmrecht besitzt. In Thüringen und Rheinland-Pfalz ist der jeweilige Innenstaatssekretär Mitglied, in Thüringen ohne Stimmrecht. In Rheinland-Pfalz hat neben dem Innenstaatssekretär noch ein Mitarbeiter des Innenministeriums einen Sitz in der Kommission. In Hessen und Schleswig-Holstein hat das Innenministerium zwei Sitze, in Schleswig-Holstein können weitere Vertreter des Innenministeriums mit beratender Stimme teilnehmen.
- Je einen Vertreter entsendet das Sozialministerium oder der für Soziales zuständige Senator (Brandenburg, Bremen, Mecklenburg-Vorpommern, Sachsen-Anhalt, Sachsen) und einen Vertreter die für Frauenpolitik zuständige Senatsverwaltung (Berlin). Einen Vertreter benennt das für Integrationspolitik zuständige Ministerium (Hessen), einen Vertreter das für soziale Existenzsicherung zuständige Ministerium (Hessen).
- In Hessen ist ein Vertreter der zentralen Ausländerbehörden und in Brandenburg und in Nordrhein-Westfalen der Leiter der Geschäftsstelle der Härtefallkommission Mitglied, in Brandenburg jedoch ohne Stimmrecht.
- Teilweise haben die Ausländerbeauftragten der Länder (Baden-Württemberg, Berlin, Brandenburg [ohne Stimmrecht], Rheinland-Pfalz, Sachsen [Mitgliedschaft freigestellt] und Thüringen) einen Sitz in der Härtefallkommission, in Rheinland-Pfalz auch der Bürgerbeauftragte Rheinland-Pfalz, in Hessen und dem Saarland auch die Arbeitsgemeinschaft der Ausländerbeiräte, in Niedersachsen die Beauftragte für Migration und Teilhabe (ohne Stimmrecht).
- Fast überall wirken Vertreter der Spitzenverbände der freien Wohlfahrtspflege an der Härtefallkommission mit (Baden-Württemberg, Berlin, Brandenburg, Bremen, Mecklenburg-Vorpommern, Niedersachsen, Nordrhein-Westfalen, Rheinland-Pfalz, Sachsen-Anhalt, Sachsen, Thüringen je ein Mitglied, Hessen, Saarland und Schleswig-Holstein je zwei und in Bayern drei Mitglieder).
- Mit Ausnahme Hamburgs sind die evangelische und die katholische Kirche mit je einem Vertreter in den Härtefallkommissionen vertreten. In Schleswig-Holstein haben die öffentlich-rechtlichen Religionsgemeinschaften gemeinschaftlich Anspruch auf zwei Sitze.
- Auf kommunaler Seite haben die Vertreter der kommunalen Spitzenverbände (z. B. Städte- und Gemeindebund, Städtetag, Landkreistag) Sitz und Stimme in den Härtefallkommissionen, und zwar in Baden-Württemberg, Brandenburg, Niedersachsen, Rheinland-Pfalz, Saarland, Sachsen, Sachsen-Anhalt, Thüringen je zwei, in Hessen drei und in Bayern vier. In Mecklenburg-Vorpommern nehmen je ein Vertreter der kreisfreien Städte und der Landkreise an den Sitzungen teil und in Schleswig-Holstein zwei Vertreter der Arbeitsgemeinschaft der kommunalen Landesverbände. In Bremen ist der Stadt Bremerhaven ein Sitz zugewiesen.
- Vertreter der Flüchtlingsorganisationen haben in sehr unterschiedlichem Umfang ein Mitwirkungsrecht. In einigen Ländern steht dem Landesflüchtlingsrat ein Sitz zu (Baden-Württemberg, Berlin, Hessen, Mecklenburg-Vorpommern, Niedersachsen, Nordrhein-Westfalen, Sachsen, Sachsen-Anhalt), in Berlin zusätzlich noch dem Migrationsrat, in Bremen dem Bremer Rat für Integration. Je einen Sitz haben die Bundesarbeitsgemeinschaft Pro Asyl (Nordrhein-Westfalen), der Verein Ökumenische Ausländerarbeit e. V. (Bremen), Amnesty International (Hessen, Rheinland-Pfalz), ein Vertreter der Beratungseinrichtungen für Opfer von Menschenhandel (Hessen) und ein Vertreter von Flüchtlingsorganisationen in Brandenburg. Migranten- und Flüchtlingsorganisationen von überörtlicher Bedeutung stehen in Schleswig-Holstein zwei Sitze zu. In Hessen steht der Vertreterin der Beratungseinrichtungen für Frauen ein Sitz zu.
- In Hessen und Thüringen ist je ein medizinischer Sachverständiger, den die Landesärztekammer benennt, Mitglied der Kommission. In Niedersachsen wird ein im öffentlichen Gesundheitswesen tätiger Arzt oder eine Ärztin mit psychotherapeutischer Erfahrung im Einvernehmen mit dem für Gesundheit zuständigen Ministerium berufen. Teilweise gehören Landtagsabgeordnete (in Hessen fünf, im Saarland einer), weitere vom Innenministerium frei zu berufende Personen (in Nordrhein-Westfalen ein bis drei, in Niedersachsen zwei), zwei Persönlichkeiten des Landes, davon einer islamischen Glaubens (Baden-Württemberg), sowie der Vorsitzende des Petitionsausschusses des Landtags (Thüringen) der Härtefallkommission an.
- In Bremen nimmt ein Vertreter der islamischen Religionsgemeinschaften in Bremen an der Härtefallkommission teil.

Einige Länder machen Kenntnisse auf dem Gebiet des Ausländer- und Asylrechts oder Erfahrungen in der Migrations- und Flüchtlingsberatung oder ‑betreuung zur Voraussetzung für eine Mitgliedschaft in der Härtefallkommission (Berlin, Brandenburg, Rheinland-Pfalz, Nordrhein-Westfalen, Sachsen, Sachsen-Anhalt). Schleswig-Holstein strebt an, Personen für die Kommission zu gewinnen, die selbst einen Migrationshintergrund haben. In einigen Ländern wird verlangt, dass die Härtefallkommission paritätisch mit Männern und Frauen besetzt sein soll (Nordrhein-Westfalen, Mecklenburg-Vorpommern, Rheinland-Pfalz, Sachsen-Anhalt, Schleswig-Holstein).
Eine Sonderstellung bei der Zusammensetzung nimmt Hamburg ein: Von einer Berücksichtigung sachverständiger Stellen außerhalb des Parlaments wurde dort gänzlich abgesehen. Die Kommission besteht aus je einem Abgeordneten pro Bürgerschaftsfraktion und zusätzlich einem Vertreter des Innensenators ohne Stimmrecht.

## Unabhängigkeit in der Entscheidungsfindung
Die Härtefallkommission entscheidet in allen Bundesländern weisungsunabhängig aufgrund eigener Überzeugungsbildung. Der Unabhängigkeit und Weisungsfreiheit steht die begrenzte Entscheidungsmacht gegenüber: Bei Vorliegen eines Härtefalls kann die Härtefallkommission lediglich eine Empfehlung an die oberste Landesbehörde richten (Härtefallersuchen). Sie selbst kann kein Aufenthaltsrecht gewähren.

## Antragsrecht
Die Härtefallkommission wird ausschließlich im Wege der Selbstbefassung tätig; ein förmliches Antrags- und Bescheidungsrecht des betroffenen Ausländers besteht nicht. Nur ein Kommissionsmitglied ist berechtigt, einen ihm bekannt gewordenen Härtefall zur Beratung ins Plenum zu geben. Das schließt nicht aus, dass der betroffene Ausländer sich an die Geschäftsstelle der Härtefallkommission wendet und darum bittet, sich seines Falles anzunehmen. In Mecklenburg-Vorpommern und Niedersachsen ist diese Möglichkeit sogar ausdrücklich vorgesehen. Teilweise wird die ausdrückliche Zustimmung des Ausländers verlangt, damit die Kommission tätig werden kann (Bremen, Hamburg, Mecklenburg-Vorpommern, Niedersachsen, Saarland, Sachsen-Anhalt, Sachsen, Thüringen). Einen Anspruch auf Behandlung hat der Ausländer jedoch ebenso wenig wie sonstige Personen (z. B. Nachbarn, Freunde, Bekannte), die sich für seinen Verbleib einsetzen.
Wegen der außerordentlichen Größe der Härtefallkommission hat in Hessen die Geschäftsstelle und in Zweifelsfällen ein aus drei Mitgliedern bestehender Vorprüfungsausschuss über die Vorlage einer Eingabe an die Härtefallkommission vorab zu befinden. Obligatorische oder fakultative Vorprüfungsausschüsse bestehen zum Teil auch in anderen Bundesländern (Niedersachsen, Nordrhein-Westfalen, Schleswig-Holstein).
Alle Regelungen bestimmen, dass sich der Ausländer nur an die Härtefallkommission des Bundeslandes wenden kann, in dessen Bereich die für ihn zuständige Ausländerbehörde liegt. Unter den 16 Härtefallkommissionen besteht somit kein Wahlrecht.

## Anhörung des Ausländers
Eine Pflicht zur persönlichen Anhörung des Ausländers besteht in keinem Bundesland. Ob die Kommission im Einzelfall über seine Anhörung beschließt, obliegt ihrem pflichtgemäßen Ermessen. In Schleswig-Holstein ist ausdrücklich bestimmt, dass der betroffene Ausländer und die zuständige Ausländerbehörde angehört werden können. In Hessen und Sachsen hat die Härtefallkommission die allgemeine Möglichkeit, Personen anzuhören, also nicht notwendigerweise nur den betroffenen Ausländer. In Brandenburg können im Einzelfall ein Sachverständiger, in Mecklenburg-Vorpommern ein Sachverständiger mit einer besonderen Qualifikation für psychiatrische oder neurologische Erkrankungen, Psychotherapie oder Psychologie hinzugezogen werden, der mit beratender Stimme an der Sitzung teilnimmt. Ob im Übrigen dritte Personen an einer Beratung teilnehmen können, muss die Härtefallkommission in jedem Einzelfall gesondert beschließen.

## Öffentlichkeit der Sitzungen
Die Härtefallkommission entscheidet in nicht-öffentlicher Sitzung. Kommt sie
- mit einfacher Mehrheit der anwesenden Mitglieder (Niedersachsen, Nordrhein-Westfalen, Schleswig-Holstein),
- mit der Mehrheit der Stimmen der stimmberechtigten Mitglieder (Bremen),
- mit 2/3-Mehrheit der anwesender Mitglieder (Berlin, Brandenburg, Rheinland-Pfalz),
- mit einer 2/3 Mehrheit der stimmberechtigten Mitglieder (Bayern, Hessen, Sachsen-Anhalt, Sachsen, Thüringen, Hamburg),
- mit einer 2/3 Mehrheit der anwesenden Mitglieder, mindestens jedoch mit der Mehrheit der stimmberechtigten Mitglieder (Baden-Württemberg),
- mit mindestens fünf Stimmen (Mecklenburg-Vorpommern) oder
- mit 3/4-Mehrheit der stimmberechtigten Mitglieder (Saarland)

zu dem Ergebnis, dass von einem Härtefall auszugehen sei, ersucht sie das Innenministerium oder den Innensenator, eine Aufenthaltserlaubnis zu erteilen (Härtefallersuchen). Wird dem Härtefallersuchen entsprochen, ergeht eine Anordnung an die Ausländerbehörde, eine Aufenthaltserlaubnis auszustellen. Die Anordnung kann im Einzelfall unter Berücksichtigung des Umstandes erfolgen, ob der Lebensunterhalt des Ausländers gesichert ist oder sich eine dritte Person verpflichtet hat, für die Lebensunterhaltssicherung aufzukommen.

## Landesrechtliche Besonderheiten im Verfahren
Eine verfahrensrechtliche Besonderheit besteht in Nordrhein-Westfalen: Hier wird das Härtefallersuchen unmittelbar an die zuständige Ausländerbehörde gerichtet, die in eigener Zuständigkeit über die Erteilung einer Aufenthaltserlaubnis entscheidet.
In Sachsen besteht die Besonderheit, dass das Verfahren in der Härtefallkommission nach drei Monaten automatisch endet, wenn bis dahin kein Härtefall festgestellt werden konnte. Die Verlängerung der Frist um zwei weitere Monate ist aus wichtigem Grund möglich.

## Kriterien für einen Härtefall
Ein Härtefall liegt bundesgesetzlich vor, wenn bei einer Gesamtbetrachtung aller Umstände dringende humanitäre oder persönliche Gründe vorliegen, die die weitere Anwesenheit des Ausländers im Bundesgebiet rechtfertigen. Solche Gründe können sich insbesondere aus dem Stand der sprachlichen, wirtschaftlichen, kulturellen und sozialen Integration in die deutschen Lebensverhältnisse ergeben. Je länger sich jemand im Bundesgebiet aufhält und in die deutsche Gesellschaft integriert ist (sei es bei jungen Ausländern durch eine weit vorangeschrittene erfolgreiche Schulausbildung, sei es bei Erwachsenen durch die langjährige Ausübung einer Berufstätigkeit nebst intensiver sozialer Kontakte zum deutschen Umfeld und guter Deutschkenntnisse), umso eher wird es ihm unzumutbar sein, in sein Heimatland zurückzukehren. Bei der Härtefallentscheidung wird auch zu berücksichtigen sein, ob der Ausländer die Gründe für die bisher nicht mögliche Aufenthaltsbeendigung zu vertreten hat.
Häufig sind im Bundesgebiet geborene und/oder aufgewachsene Kinder, die sich in der Phase einer fortgeschrittenen Schulausbildung befinden, Grund, bei ihnen und (wegen der elterlichen Sorge) auch bei ihren Eltern von einem Härtefall auszugehen. Zuweilen kann ein Härtefall vorliegen, wenn eine unter mehreren Voraussetzungen für ein Aufenthaltsrecht nicht, dafür aber mehrere andere in besonders ausgeprägter Form erfüllt werden (sog. Übererfüllung). Denkbar ist auch bei Anspruchstatbeständen, die zu einem bestimmten Stichtag vorliegen müssen (wie bei § 104a AufenthG), von dem Stichtagserfordernis im Wege des Härtefalls abzusehen, wenn die Voraussetzungen nur kurzzeitig (am Stichtag) nicht erfüllt waren, sonst aber vorlagen.
Erforderlich sind stets persönliche Umstände, die den Betroffenen in eine Sondersituation gegenüber anderen ausreisepflichtigen Ausländern bringen. Gesundheitliche Beeinträchtigungen (z. B. fehlende Behandlungsmöglichkeiten im Herkunftsland) sind bereits im regulären ausländerbehördlichen und ‑gerichtlichen Verfahren zu berücksichtigen und können deshalb nur in extremen Sonderfällen einen Härtefall begründen. Auch die aus der allgemeinen Rückkehrverpflichtung resultierende Notwendigkeit, in das Heimatland zurückzukehren und sich dort wieder eine Lebensgrundlage zu schaffen, begründet regelmäßig allein keinen Härtefall.
Wegen der durchweg bestehenden Vertraulichkeit und Geheimhaltungsbedürftigkeit des Beratungsverlaufs und ‑ergebnisses und wegen der Vielschichtigkeit der unterbreiteten Lebenssachverhalte lässt sich das Entscheidungsverhalten der Härtefallkommission nicht allgemein vorhersagen. Einzelfälle für angenommene Härten finden sich zum Teil in den jährlichen Tätigkeitsberichten der Härtefallkommissionen.

## Ausschlussgründe für einen Härtefall
Bundesgesetzlich ist die Annahme eines Härtefalls in der Regel ausgeschlossen, wenn der Ausländer Straftaten von erheblichem Gewicht begangen hat oder wenn ein Rückführungstermin bereits konkret feststeht (§ 23a Abs. 1 Satz 3 AufenthG). 

### Begangene Straftaten
Gesetzlich geregelt sind nur Ausschlussgründe, bei deren Vorliegen ein Härtefall von vornherein ausscheidet. Bundesgesetzlich liegt ein Ausschlussgrund vor, wenn der Ausländer Straftaten von erheblichem Gewicht begangen hat (§ 23 a Abs. 1 Satz 3 AufenthG). Wann das der Fall ist, haben die Länder unterschiedlich definiert:
- In Hessen und Sachsen ist die Behandlung als Härtefall in der Regel und in Sachsen-Anhalt zwingend ausgeschlossen, wenn der Ausländer in den letzten drei (Hessen, Sachsen-Anhalt) oder fünf (Sachsen) Jahren wegen einer vorsätzlichen Straftat zu einer Jugend- oder Freiheitsstrafe von mindestens sechs Monaten oder einer Geldstrafe von mindestens 180 Tagessätzen verurteilt worden ist.
- In Niedersachsen ist ein Härtefall ausgeschlossen, wenn ein Ausweisungsgrund nach § 53 oder § 54 AufenthG vorliegt und zum Zeitpunkt der Eingabe noch nicht mehrere Jahre (ohne vorsätzliche Straftaten) vergangen sind (siehe § 5 Abs. 1 der NHärteKVO).
- In Sachsen ist ein Härtefall ausgeschlossen, wenn der Betroffene in den letzten fünf Jahren wegen Friedensverrats, Hochverrats oder Gefährdung des demokratischen Rechtsstaates (§§ 80 bis 92 b StGB), wegen Landesverrats oder Gefährdung der äußeren Sicherheit (§§ 93 bis 101 a StGB), wegen einer Straftat gegen Verfassungsorgane oder gegen Wahlen und Abstimmungen (§§ 105 bis 108 e StGB), wegen Widerstands gegen die Staatsgewalt (§§ 110 bis 122 StGB), wegen besonders schwerem Landfriedensbruchs (§ 125 a StGB), wegen Bildung krimineller Vereinigungen (§ 129 StGB), wegen Bildung terroristischer Vereinigungen (§ 129 a StGB) wegen krimineller und terroristischer Vereinigungen im Ausland (§ 129 b StGB), wegen Volksverhetzung (§ 130 StGB), wegen der meisten Straftaten gegen die sexuelle Selbstbestimmung (§§ 174 bis 184 g StGB mit Ausnahme der §§ 183 und 183 a StGB), wegen Mordes (§ 211 StGB), Totschlags (§ 212 StGB), einem minder schweren Fall des Totschlags (§ 213 StGB), schwerer Körperverletzung (§ 226 StGB), Körperverletzung mit Todesfolge (§ 227 StGB), wegen Straftaten gegen die persönliche Freiheit (§§ 232 bis 237 und § 239 StGB) wie z. B. Menschenhandel und Kinderhandel oder wegen Raubs mit Todesfolge (§ 251 StGB) schuldig gesprochen worden ist.
- Besonders streng ist die bayerische Regelung: Hier genügt bereits die allgemeine Straffälligkeit des Ausländers, sobald er sich nicht mehr als nicht vorbestraft bezeichnen darf. Nicht mehr als nicht vorbestraft darf sich z. B. jemand bezeichnen, der zu Geldstrafe von mehr als neunzig Tagessätzen oder Freiheitsstrafe oder Strafarrest von mehr als drei Monaten verurteilt worden ist oder wenn er, ohne das vorstehende Strafmaß zu erreichen, mindestens zwei Mal bestraft wurde, und die Strafen im Bundeszentralregister noch nicht getilgt sind.[20]

### Ausweisung oder Ausweisungsgründe
Viele Länder stellen stattdessen oder ergänzend darauf ab, ob wegen einer begangenen Straftat die Ausweisung ausgesprochen wurde oder hätte ausgesprochen werden können und nehmen dabei auf die Ausweisungsregelungen des Aufenthaltsgesetzes Bezug. Das Aufenthaltsgesetz kennt nach dem Maß der individuellen Schuld die zwingende Ausweisung (§ 53 AufenthG), die Regelausweisung (§ 54 AufenthG) oder die Ermessensausweisung unter Berücksichtigung aller für und wider sprechenden Belange (§ 55 AufenthG):
- In Baden-Württemberg und Hamburg genügt das bloße Vorliegen eines Ausweisungsgrundes, in Rheinland-Pfalz und Schleswig-Holstein müssen mindestens zwingende oder Regelausweisungsgründe gegen den Ausländer vorliegen, in Thüringen genügen zusätzlich einige Fälle, die zu einer Ausweisung nach Ermessen berechtigen würden. Einer förmlichen Verfügung der Ausweisung durch die Ausländerbehörde bedarf es hier nicht; die bloße Möglichkeit, den Ausländer auszuweisen, genügt für die Annahme eines Ausschlussgrundes.
- In Bremen bildet jede förmlich ausgesprochene Ausweisung einen Ausschlussgrund, in anderen Ländern nur die verfügte zwingende oder Regelausweisung (Berlin, Brandenburg, Nordrhein-Westfalen, Saarland, Sachsen-Anhalt).
- In Mecklenburg-Vorpommern liegt ein Ausschlussgrund entweder im Falle einer tatsächlich ausgesprochenen Ausweisung oder bei begangenen Straftaten vor, die einen Ausweisungsgrund nach § 53 oder § 54 des Aufenthaltsgesetzes erfüllen.

Ein Härtefall wird zudem häufig bei Personen ausgeschlossen, die der Begehung terroristischer Anschläge verdächtig sind (Baden-Württemberg, Brandenburg, Bremen, Mecklenburg-Vorpommern, Niedersachsen, Nordrhein-Westfalen, Rheinland-Pfalz, Sachsen) und gegen die deswegen eine besondere Abschiebungsanordnung (§ 58a AufenthG) ergangen ist oder ergehen könnte. Ähnlich ist auch die bayerische Regelung: Hier begründen Anhaltspunkte, wonach von dem Ausländer eine Gefahr für die innere Sicherheit ausgehen könnte, einen Härtefallausschluss. In Brandenburg sind diejenigen ausgeschlossen, gegen die eine Abschiebungsanordnung nach § 58a des Aufenthaltsgesetzes erlassen worden ist oder denen ein Aufenthaltstitel nach § 5 Absatz 4 des Aufenthaltsgesetzes versagt wurde oder die nach den §§ 53 und 54 des Aufenthaltsgesetzes ausgewiesen sind.

### Weitere Ausschlussgründe
Zusätzliche Ausschlussgründe sind je nach Bundesland zahlreich und vielfältig. Die Annahme eines Härtefalls ist beispielsweise ausgeschlossen
- bei Vorträgen asylrelevanten Inhalts, deren Prüfung in die Zuständigkeit des Bundesamtes für Migration und Flüchtlinge fällt (Baden-Württemberg, Bayern, Berlin, Brandenburg, Bremen, Mecklenburg-Vorpommern, Nordrhein-Westfalen, Rheinland-Pfalz, Saarland, Sachsen, Schleswig-Holstein, Thüringen),
- wenn gemessen an der bisherigen Aufenthaltszeit der Lebensunterhalt überwiegend aus öffentlichen Mitteln bestritten wurde, obwohl der Ausländer zur Aufnahme einer Beschäftigung berechtigt und zumutbar in der Lage war (Baden-Württemberg),
- wenn die Erwartung besteht, dass der Lebensunterhalt in Zukunft nicht aus eigenen Mitteln sichergestellt werden kann (Baden-Württemberg, Bayern, Hessen, Sachsen) und ausreichender Krankenversicherungsschutz fehlt (Hessen, Sachsen),
- wenn ein offensichtlich rechtsmissbräuchliches Verhalten vorliegt, das zu einer Verzögerung der Aufenthaltsbeendigung geführt hat, oder bei Nichterfüllung der Passpflicht, obwohl der Ausländer in zumutbarer Weise einen Nationalpass erhalten könnte (Bayern),
- wenn im Rahmen des ausländer- oder asylrechtlichen Verfahrens falsche oder unvollständige Angaben gemacht wurden oder über die Identität oder Staatsangehörigkeit getäuscht wurde oder zumutbare Anforderungen zur Beseitigung von Ausreisehindernissen nicht erfüllt wurden (Brandenburg, ähnlich Mecklenburg-Vorpommern),
- wenn die Aufenthaltsbeendigung durch vorsätzlich falsche Angaben, durch Täuschung über ihre Identität oder Staatsangehörigkeit oder Nichterfüllung zumutbarer Anforderungen an die Mitwirkung bei der Beseitigung von Ausreisehindernissen verhindert oder verzögert wurde (Brandenburg)[21][22] oder wenn wiederholt oder gröblich gegen ausländerrechtliche Mitwirkungspflichten verstoßen wurde oder wird oder wenn die Ausländerbehörden beharrlich über aufenthaltsrechtlich bedeutsame Umstände getäuscht wurden (Sachsen-Anhalt),
- wenn der Ausländer das Vorliegen eines Ausreisehindernisses selbst verschuldet hat (Rheinland-Pfalz),
- wenn ein Einreiseverbot wegen ausgesprochener und/oder vollzogener Abschiebung besteht (Nordrhein-Westfalen, Rheinland-Pfalz),
- wenn der Ausländer unmittelbar vor der Antragstellung illegal, visumsfrei oder mit Besuchsvisum eingereist ist (Rheinland-Pfalz),
- wenn der Ausländer zur Fahndung (Brandenburg, Mecklenburg-Vorpommern, Nordrhein-Westfalen, Sachsen-Anhalt, Thüringen) oder zur Aufenthaltsermittlung (Thüringen) ausgeschrieben worden ist oder sein Aufenthalt unbekannt ist (Mecklenburg-Vorpommern, Niedersachsen, Sachsen) oder er im Land keinen ordnungsgemäßen Wohnsitz oder keine ladungsfähige Anschrift hat (Nordrhein-Westfalen) oder nicht mehr im Besitz einer Duldung ist (Saarland),
- wenn ein Rückführungstermin bereits feststeht (Brandenburg, Niedersachsen, Nordrhein-Westfalen) oder Abschiebungshaft angeordnet wurde (Niedersachsen) oder wenn ein angesetzter Rückführungstermin verstrichen ist und die Ausländerbehörde zuvor über die Möglichkeit der Anrufung der Härtefallkommission informiert hatte (Niedersachsen),
- wenn der Fall in der Härtefallkommission schon behandelt wurde (Bayern, Sachsen), ohne dass sich die der vorherigen Entscheidung zugrunde liegende Sach- und Rechtslage nachträglich zugunsten des Ausländers geändert hat (Berlin, Brandenburg, Bremen, Niedersachsen, Rheinland-Pfalz, Sachsen, Thüringen) oder kein wesentlich neues Vorbringen erkennbar ist (Baden-Württemberg, Schleswig-Holstein).

Keine besonderen Ausschlussgründe führt das Hamburger Landesgesetz auf.

### Absehen vom Ausschlussgrund im Einzelfall
In einigen Bundesländern sind die Ausschlussgründe teilweise (Baden-Württemberg, Brandenburg, Mecklenburg-Vorpommern, Nordrhein-Westfalen, Rheinland-Pfalz, Sachsen, Schleswig-Holstein) oder generell (Bayern, Hessen) nur regelhaft konzipiert. Das bedeutet, dass für die Kommission Spielraum besteht, im Einzelfall von dem Regelausschlussgrund abzuweichen, wenn vom Regelfall abweichende atypische Umstände vorliegen, die eine Ausnahme gebieten.

## Aufenthaltsrechtliche Wirkungen während des Prüfungsverfahrens
Grundsätzlich hindert ein anhängiges Härtefallverfahren nicht die Vollziehung der Ausreisepflicht. Die Stellung eines Antrags an die Härtefallkommission begründet grundsätzlich kein rechtliches Abschiebungshindernis i. S. v. § 60a Abs. 2 AufenthG. Ähnlich wie bei Petitionen kann das jeweilige Innenministerium jedoch gegenüber der Ausländerbehörde anordnen, von der Abschiebung des Ausländers während der Befassung der Härtefallkommission abzusehen. Einige Regelungen über die Härtefallkommission verpflichten unter näher umrissenen Voraussetzungen sogar dazu, die Abschiebung während der Dauer des Verfahrens auszusetzen (Baden-Württemberg, Berlin, Brandenburg, Hessen, Mecklenburg-Vorpommern, Niedersachsen, Sachsen, Schleswig-Holstein).

## Gerichtliche Überprüfbarkeit der Entscheidung
Die Befugnis zur Aufenthaltsgewährung steht nach dem gesetzgeberischen Willen ausschließlich im öffentlichen Interesse und begründet keine eigenen Rechte des Ausländers. Hierdurch und durch den Ausschluss eines Individualantragsrechts wird verhindert, dass ein Verwaltungsverfahren in Gang kommt, dessen Ergebnis wegen der Rechtsweggarantie des Art. 19 Abs. 4 GG der verwaltungsgerichtlichen Kontrolle unterläge. Die Entscheidungen der Härtefallkommission sind daher stets endgültig und nicht justiziabel. Wegen der fehlenden gerichtlichen Überprüfbarkeit hat das Verfahren vor der Härtefallkommission Gnadenaktcharakter.

## Alternativen zur Härtefallkommission
Dem Ausländer ist es nicht verwehrt, neben der Härtefallkommission den Petitionsausschuss des jeweiligen Landesparlaments anzurufen (Art. 17 GG bzw. die entsprechenden Bestimmungen der Länderverfassungen). Petitionsverfahren und gleichzeitiges Tätigwerden der Härtefallkommission sind in einigen Bundesländern allerdings ausgeschlossen (Baden-Württemberg, Bayern, Hessen, Niedersachsen). In Sachsen entscheidet die Härtefallkommission nicht mehr, wenn ein Petitionsverfahren stattfindet oder stattgefunden hat.
Die Möglichkeit einer Petition war vor der Einrichtung der Härtefallkommissionen nach Erschöpfung des Rechtsweges oft das letzte Mittel, die Vollziehung der Ausreisepflicht zu verhindern. Der Petitionsausschuss ist jedoch an die bestehende Rechtslage gebunden und kann keine hiervon abweichende Entscheidung treffen; gerade dies ist der Härtefallkommission aber möglich. Häufig werden aufenthaltsrechtlich motivierte Petitionen an das jeweilige Innenministerium mit der Bitte übersandt, den Petenten über die Sach- und Rechtslage aufzuklären. Es folgt dann zumeist ein Schreiben, das die Aufenthaltsbiographie zusammenfasst und mit der Bemerkung schließt, dass die Entscheidung der Ausländerbehörde nicht zu beanstanden sei.
Im Unterschied zu Entscheidungen der Härtefallkommission sind Petitionsbescheide in geringem Umfang justiziabel. Denn der Petent hat einen Anspruch auf sachliche Bescheidung seiner Petition. Die Sachentscheidung kann im Weigerungsfalle verwaltungsgerichtlich erzwungen werden.

## Härtefälle in Zahlen
Die Härtefallkommissionen haben die Pflicht, jährliche Tätigkeitsberichte zu erstatten, die teilweise auf den Internetseiten der Innenministerien veröffentlicht werden.
- So wurden z. B. in Bayern im Jahre 2009 132 Fälle (280 Personen) an die Kommission herangetragen, von denen 56 Fälle (113 Personen) von der Härtefallkommission aufgegriffen wurden. In 51 Fällen führten sie zu einem Härtefallersuchen. Allen Härtefallersuchen wurde vom Bayerischen Staatsministerium des Innern entsprochen.[27]
- In Baden-Württemberg wurden im Jahre 2021 450 Fälle an die Härtefallkommission herangetragen, von denen 108 Fälle beraten wurden. In 75 Fällen wurde ein Härtefallersuchen gestellt. Das Innenministerium folgt diesen Ersuchen in 88 % der Fälle.[28]
- In Hessen wurden im Jahr 2021 57 Fälle an die Härtefallkommission herangetragen (97 Personen). In 30 dieser Fälle (42 Personen) musste eine Befassung der Härtefallkommission wegen gesetzlich normierter oder in der Geschäftsordnung der Kommission festgelegter Hinderungsgründe abgelehnt werden. Im Berichtszeitraum hat die Kommission in 29 Fällen (61 Personen) von ihrem Selbstbefassungsrecht Gebrauch gemacht. Beraten wurden durch die Kommission in 3 Sitzungen insgesamt 16 Fälle, von denen sich die Kommission in 9 Fällen (26 Personen) für ein Ersuchen aussprach. In drei Fällen wurde kein Ersuchen gestellt, vier Fälle haben sich durch Rücknahme erledigt. Das Hessische Ministerium für Inneres und Sport war zum Berichtzeitpunkt in einem Fall dem Ersuchen gefolgt. Insgesamt hatten bis zum Jahr 2021 555 Personen eine Aufenthaltserlaubnis nach § 23a AufenthG erhalten.[29]
- In Niedersachsen wurden im Jahre 2021 767 Fälle (1.301 Personen) an die Kommission herangetragen, von denen 557 zur Beratung angenommen wurden. In der Härtefallkommission wurden im selben Zeitraum 151 Fälle abschließend beraten. In 99 Fällen entschied die Kommission, ein Härtefallersuchen zu stellen. 52 Fälle wurden von der Kommission abgelehnt. Das Niedersächsische Ministerium für Inneres und Sport ist den Empfehlungen der Kommission in 83 Fällen gefolgt und hat die Erteilung einer Aufenthaltserlaubnis nach § 23a AufenthG angeordnet. In 14 Fällen wurde eine abweichende Entscheidung getroffen.[30]

Die Zahlen zeigen, dass ein Aufenthaltsrecht in der überwiegenden Mehrheit der Fälle gewährt wird, sobald die Härtefallkommission beschließt, ein Härtefallersuchen zu stellen.
Nach Recherchen von Focus Online haben seit 2005 deutschlandweit mehr als 10.000 abgelehnte Asylbewerber durch die Härtefallkommissionen eine Aufenthaltserlaubnis erhalten.